# Bento Albuquerque
Bento Costa Lima Leite de Albuquerque Júnior (Rio de Janeiro, 3 de agosto de 1958) é um almirante de esquadra brasileiro. Foi ministro de Minas e Energia do Brasil entre 1 de janeiro de 2019 e 11 de maio de 2022. Dentre os diversos cargos que ocupou ao longo de sua carreira militar, constam a Secretaria de Ciência e Tecnologia e Inovação da Marinha do Brasil e, posteriormente, a Diretoria-Geral de Desenvolvimento Nuclear e Tecnológico da Marinha do Brasil (DGDNTM).

## Biografia
Filho de Bento Costa Lima Leite de Albuquerque.
Ingressou na Marinha do Brasil, em 1973, ocupou diversos cargos na instituição, dentre eles os de observador militar nas Forças de paz da Organização das Nações Unidas (ONU) nos setores de Sarajevo, Bósnia e Herzegovina, Dubrovnik, na ex-Iugoslávia, comandante da Base de Submarinos Almirante Castro e Silva, comandante em chefe da Esquadra e secretário de Ciência, Tecnologia e Inovação da Marinha do Brasil.
Assumiu a chefia da Divisão de Tecnologia do Estado-Maior da Arma, em 2006, que logo depois se tornou a Secretaria de Ciência e Tecnologia e Inovação da Marinha. Entre 2007 e 2008, assumiu como assessor-chefe parlamentar do Gabinete do Comandante da Marinha, participando dos acordos de parceria estratégica do Programa de Desenvolvimento de Submarinos (Prosub) entre a França e o Brasil.
Posteriormente, se tornou comandante da Força de Submarinos e chefe do Gabinete do comandante da Marinha. Em 2016, assumiu a Secretaria de Ciência e Tecnologia e Inovação da Marinha e, posteriormente, a Diretoria-Geral de Desenvolvimento Nuclear e Tecnológico da Marinha (DGDNTM).
Se tornou ministro de Minas e Energia a partir de 1 de janeiro de 2019, sendo assim, o vigésimo nome de ministro anunciado por Jair Bolsonaro. Foi exonerado do cargo, a pedido, em 11 de maio de 2022.
Enquanto Ministro de Minas e Energia do governo Bolsonaro, envolveu-se no caso das joias trazidas ilegalmente ao Brasil
Na ocasião, o governo do ex-presidente Jair Bolsonaro (PL) teria tentado trazer joias com diamantes ao Brasil sem pagar impostos. As peças, avaliadas em R$ 16,5 milhões, seriam um presidente do governo da Arábia Saudita para a então primeira-dama Michelle Bolsonaro. As joias foram apreendidas no Aeroporto de Guarulhos na mochila de um assessor do então ministro Bento Albuquerque, que integrou a comitiva em outubro de 2021.
Em julho de 2024, foi indiciado por pela PF por peculato e associação criminosa no inquérito das joias sauditas.

## Medalhas e condecorações
Ao longo da carreira, recebeu diversas medalhas e condecorações, no Brasil e no exterior, sendo essas:
- Ordem do Mérito Naval (Grau Comendador);
- Ordem do Mérito da Defesa (Grau Comendador);
- Ordem do Mérito Militar (Grau Comendador);
- Ordem do Mérito Aeronáutico (Grau Comendador);
- Ordem do Mérito Judiciário Militar (Grau Alta Distinção);
- Medalha Mérito Desportivo Militar;
- Medalha da Vitória;
- Medalha Militar de Ouro;
- Medalha Mérito Tamandaré;
- Medalha Mérito Marinheiro (Três Âncoras);
- Medalha Mérito Anfíbio (Duas Âncoras);
- Medalha do Pacificador;
- Medalha Mérito Santos Dumont;
- Ordem do Mérito dos Ex-Combatentes;
- Medalha In the Service of Peace da Organização das Nações Unidas; e
- Medalha Nacional do Mérito Científico.[8]